# Kristallen
Kristallen är ett årligt pris till tv-personligheter och tv-program i Sverige. Priset som delas ut av stiftelsen Det svenska tevepriset delades ut för första gången 2005. Priset delas ut i syfte att ge Sverige en motsvarighet till det prestigefyllda amerikanska Emmypriset.

## Priskategorier
Det finns tre olika typer av priser: De flesta är jurypriser, till vilka de nominerade programmen utses av jurygrupper bestående av branschkunniga och vinnarna koras av en vinnarjury på ca 9-10 personer.  Dessutom finns det publikpriser, där SVT, NENT, TV4 och Discovery låter sina tittare utse varsin kandidat inom varje kategori genom röstning på webben, varefter tittarna röstar fram vinnarna under galan, samt ett hederspris, där vinnaren utses av stiftelsens styrelse. För hederspriset presenteras inga nominerade.

## Vinnare
| Tabell med samtliga vinnare av respektive kategori genom åren | Tabell med samtliga vinnare av respektive kategori genom åren | Tabell med samtliga vinnare av respektive kategori genom åren | Tabell med samtliga vinnare av respektive kategori genom åren | Tabell med samtliga vinnare av respektive kategori genom åren | Tabell med samtliga vinnare av respektive kategori genom åren | Tabell med samtliga vinnare av respektive kategori genom åren | Tabell med samtliga vinnare av respektive kategori genom åren | Tabell med samtliga vinnare av respektive kategori genom åren | Tabell med samtliga vinnare av respektive kategori genom åren | Tabell med samtliga vinnare av respektive kategori genom åren | Tabell med samtliga vinnare av respektive kategori genom åren | Tabell med samtliga vinnare av respektive kategori genom åren | Tabell med samtliga vinnare av respektive kategori genom åren | Tabell med samtliga vinnare av respektive kategori genom åren | Tabell med samtliga vinnare av respektive kategori genom åren | Tabell med samtliga vinnare av respektive kategori genom åren | Tabell med samtliga vinnare av respektive kategori genom åren | Tabell med samtliga vinnare av respektive kategori genom åren | Tabell med samtliga vinnare av respektive kategori genom åren |
| --- | ------------------------------------------------------------- | ------------------------------------------------------------- | ------------------------------------------------------------- | ------------------------------------------------------------- | ------------------------------------------------------------- | ------------------------------------------------------------- | ------------------------------------------------------------- | ------------------------------------------------------------- | ------------------------------------------------------------- | ------------------------------------------------------------- | ------------------------------------------------------------- | ------------------------------------------------------------- | ------------------------------------------------------------- | ------------------------------------------------------------- | ------------------------------------------------------------- | ------------------------------------------------------------- | ------------------------------------------------------------- | ------------------------------------------------------------- | ------------------------------------------------------------- |
| \| Kategori: Årets... \| 2005 [1] \| 2006 [2] \| 2007 [3] \| 2008 [4] \| 2009 [5] \| 2010 [6] \| 2011 \| 2012 \| 2013 \| 2014 \| 2015 \| 2016 \| 2017 \| 2018 \| 2019 \| 2020 \| 2021 \| 2022 \| \| Kategori: Årets... \| Jurypriser \| Jurypriser \| Kollegiumpriser \| Kollegiumpriser \| Kollegiumpriser \| Kollegiumpriser \| Kollegiumpriser \| Kollegiumpriser \| Kollegiumpriser \| Kollegiumpriser \| Kollegiumpriser \| Kollegiumpriser \| Kollegiumpriser \| Kollegiumpriser \| Kollegiumpriser \| Kollegiumpriser \| Kollegiumpriser \| Kollegiumpriser \| \| ----------------------- \| ------------------------- \| -------------------------- \| ------------------------ \| --------------------- \| ---------------- \| ------------------------------------------- \| --------------------------------------- \| ----------------------------------------- \| ------------------------------------------------------ \| ----------------------------------------------- \| --------------------------------- \| ---------------------------------- \| ----------------------------------- \| ------------------------------------- \| ----------------------------------------------- \| -------------------------------------------- \| --------------------------------- \| ------------------------------------- \| \| Underhållning \| Så ska det låta \| Let's Dance \| Melodifestivalen 2007 \| Stjärnorna på slottet \| Skavlan \| På spåret \| Så mycket bättre \| Moraeus med mera \| Så mycket bättre \| Så mycket bättre \| Idol 2014 \| Eurovision Song Contest – finalen \| Jorden runt på 6 steg \| Idol \| Alla mot alla med Filip och Fredrik \| Bäst i test \| Masked Singer Sverige \| Alla mot alla med Filip och Fredrik \| \| Drama \| Om Stig Petrés hemlighet \| Lasermannen \| Tusenbröder \| Gynekologen i Askim \| De halvt dolda \| Millennium \| Våra vänners liv \| 30 grader i februari \| Torka aldrig tårar utan handskar \| Bron \| Jordskott \| Bron \| Bonusfamiljen \| Vår tid är nu \| Störst av allt, Netflix \| Älska mig \| Tunna blå linjen \| DEG \| \| Humor \| Parlamentet \| 100 höjdare \| Hey Baberiba \| Mia och Klara \| Mia och Klara \| Solsidan \| Solsidan \| Partaj \| Partaj \| Solsidan \| Partaj \| Full Patte \| Torpederna \| Grotesco: flyktingkrisen – en musikal \| Enkelstöten \| Leif & Billy \| Premiärdatum oklart \| Lust, HBO Max \| \| Barn \| Livet enligt Rosa \| Hjärnkontoret \| Wild Kids \| Evas superkoll \| Häxan Surtant \| Wild kids \| Buskul, SVT B \| Tjuvarnas jul \| Snoffe, döden och jag \| Barna Hedenhös uppfinner julen \| Kändisbarnvakten \| Familjen Rysberg \| Det stora experimentet \| Klassen \| Livet i mattelandet \| Ture Sventon och Bermudatriangelns hemlighet \| Djuren på Djuris \| LasseMajas detektivbyrå, C More/TV4 \| \| Livsstil \| Kobra \| Grattis Världen \| Lyxfällan \| Lyxfällan \| Antikrundan \| Arga snickaren \| Pluras kök \| Svenska dialektmysterier \| Historieätarna \| I huvudet på Gunde Svan \| Husdrömmar \| Vänligen Lars Lerin \| Mandelmanns gård \| Hemliga beundrare \| Sofias Änglar \| Mandelmanns gård \| Tareq Taylors matresa \| Behandlingen \| \| Aktualitet[a] \| Uppdrag granskning[b] \| Rapport \| Kulturnyheterna \| Efterlyst \| Debatt \| Världens konflikter \| Veckans brott \| Betnér Direkt \| Stalkers \| Breaking News med Filip och Fredrik \| Fosterland \| Absolut svensk \| 30 liv i veckan \| Barcelona terror, Expressen \| 36 dagar på gatan \| Trolljägarna \| Efter fem \| 30 minuter \| \| Fakta \| Uppdrag granskning[b] \| Josefsson \| \| \| \| Världens konflikter \| Veckans brott \| Betnér Direkt \| Stalkers \| Breaking News med Filip och Fredrik \| Fosterland \| Absolut svensk \| 30 liv i veckan \| Barcelona terror, Expressen \| 36 dagar på gatan \| Trolljägarna \| Fyraåringarna på äldreboendet \| Under kniven \| \| Kultur- och samhälle[c] \| Uppdrag granskning[b] \| Svenska dialektmysterier \| Världens modernaste land \| Uppdrag granskning \| Kobra \| \| \| \| \| \| \| \| \| Barcelona terror, Expressen \| 36 dagar på gatan \| Trolljägarna \| \| \| \| Sport[d] \| Peter Jihde \| Liga Europa \| \| \| OS i Peking \| OS-studion \| Champions League-studion \| Fotbolls-VM 2019 \| Vinterstudion med VM-vintern \| Uefa Champions league \| \| \| \| \| \| \| \| \| \| Dokumentär \| Prostitution bakom slöjan \| Lasermannen – Dokumentären \| I en annan del av Köping \| Klass 9A \| Himlen kan vänta \| Drottningen och jag \| Ångrarna \| Han tror han är bäst \| Stenbeck – den motsägelsfulle kapitalisten \| Searching for Sugar Man \| Astrid \| My life my lesson \| Say Something \| Hela Sveriges mamma \| Filmen om Alexander \| Guldfeber \| Greta \| Världens vackraste pojke \| \| Reality \| Expedition Robinson \| FC Z, ZTV \| \| \| \| Svenska Hollywoodfruar \| Rebecca & Fiona \| Får vi följa med \| Modellpojkar \| Jills veranda \| Parneviks \| Heja Sverige \| Zero Impact \| Madame Deemas underbara resa \| Gift vid första ögonkastet \| Svenska Truckers \| Älskar, älskar inte \| Över Atlanten \| \| Dokusåpa \| Expedition Robinson \| \| \| \| \| Mästarnas mästare \| Sveriges Mästerkock \| Sveriges Mästerkock \| Sveriges Mästerkock \| Paradise Hotel \| Hela Sverige bakar \| Jakten på storsäljaren \| Allt för Sverige \| Robinson \| Kockarnas kamp \| Robinson \| Elitstyrkans hemligheter \| Allt för Sverige \| \| Granskning \| \| \| \| \| \| Den andra våldtäkten, ur Uppdrag granskning \| Sanningen om Sommerlath, ur Kalla Fakta \| Vi gav dem vår pappa, ur Dokument inifrån \| TeliaSonera – Uzbekistanaffären, ur Uppdrag granskning \| Kvinnan bakom Thomas Quick, ur Dokument inifrån \| Slav i Sverige, ur Kalla Fakta \| Experimenten, ur Dokument inifrån \| Ensamma mot IS, ur Dokument inifrån \| 200 sekunder – Stjärnadvokaten \| Swedbank & penningtvätten ur Uppdrag granskning \| Att rädda ett barn ur Dokument inifrån \| Estonia – Fyndet som ändrade allt \| Ericsson och IS ur Uppdrag granskning \| \| Game Show \| \| På spåret \| \| \| \| \| \| \| \| \| \| \| \| \| \| \| \| \| \| Unga dramaserie \| \| \| \| \| \| \| \| \| \| \| \| \| \| \| \| \| \| Young Royals, Netflix \| \| Biroll \| \| \| \| \| \| \| \| \| \| \| \| \| \| \| \| \| \| Samuel Fröler \| \| \| Publikpriser \| \| \| \| \| \| \| \| \| \| \| \| \| \| \| \| \| \| \| Kvinnliga programledare \| Kattis Ahlström \| Peter Settman[e] \| Renée Nyberg \| Anne Lundberg \| Carina Berg \| Anne Lundberg \| Anne Lundberg \| Gina Dirawi \| Gina Dirawi \| Jill Johnson \| Carina Berg och Christine Meltzer \| Tilde de Paula Eby \| Tilde de Paula Eby \| Sanna Nielsen \| Sanna Nielsen \| Renée Nyberg \| Carina Bergfeldt \| Renée Nyberg \| \| Manliga programledare \| Hasse Aro \| Peter Settman[e] \| Hasse Aro \| Peter Settman \| Fredrik Skavlan \| David Hellenius \| Filip & Fredrik \| Filip & Fredrik \| David Hellenius \| David Hellenius \| David Hellenius \| Filip & Fredrik \| David Hellenius \| David Hellenius \| David Hellenius \| David Hellenius \| David Sundin \| David Hellenius \| \| Kvinnliga skådespelare \| \| \| \| \| \| \| \| \| \| Sofia Helin – Bron \| Lena Endre \| Cilla Thorell - Det mest förbjudna \| Alexandra Rapaport - Gåsmamman \| Hedda Stiernstedt \| Hanna Ardéhn, Netflix \| Gizem Erdogan \| Amy Deasismont \| Aliette Opheim, C More/TV4 \| \| Manliga skådespelare \| \| \| \| \| \| \| \| \| \| Henrik Dorsin – Solsidan \| Peter Andersson \| Kjell Bergqvist - Springfloden \| Adam Pålsson - Innan vi dör \| Henrik Dorsin \| Robert Gustafsson \| Amed Bozan \| Alexander Abdallah, Netflix \| Bill Skarsgård, Netflix \| \| TV-personlighet \| \| \| \| \| \| \| \| \| \| \| Mia Parnevik \| Lars Lerin \| Gustav & Marie Mandelmann \| Bianca Ingrosso & Pernilla Wahlgren \| Mia Skäringer \| Erik Niva \| Tareq Taylor \| Benjamin Ingrosso \| \| Program \| Livräddarna \| Så ska det låta \| I en annan del av Köping \| Let's Dance \| På spåret \| Solsidan \| Mästarnas mästare \| Får vi följa med \| Så mycket bättre \| Jills veranda \| Morran och Tobias \| Gympaläraren \| Mandelmanns gård \| Wahlgrens värld \| Bäst i test \| Spökjakt \| Spökjakt \| Spökjakt \| \| Sport-tv profil \| \| \| \| \| \| André Pops \| André Pops \| André Pops \| André Pops \| André Pops \| Roberto Vacchi \| Johanna Ojala \| André Pops \| \| \| \| \| \| \| \| Stiftelsepriser \| \| \| \| \| \| \| \| \| \| \| \| \| \| \| \| \| \| \| Hederspris[f] \| Åke Ortmark, TV8 \| Magnus Härenstam \| Karin Falck \| Arne Hegerfors \| Robert Aschberg \| Stina Lundberg Dabrowski \| Tom Alandh \| Ingvar Oldsberg \| Arne Weise \| Gunilla Nilars \| Bo Holmström \| Annie Wegelius \| Leif G.W. Persson \| Ann-Britt Ryd Pettersson \| Sven Melander \| Adam Alsing \| Malou von Sivers \| Lasse Åberg \| \| Förnyare/nyskapare \| Evin Rubar \| Filip & Fredrik \| \| \| \| \| \| \| \| \| \| \| \| Magda Gad Krigsdagböcker, Expressen \| Den stora älgvandringen \| Live Date \| Tydligare tal \| \| \| Juryns specialpris \| \| \| \| \| \| \| \| \| \| \| \| \| Random Making Movies \| Babblarna \| Primetime \| Sofia Åhman \| \| \| Färgkoder SVT NEG/Viasat TV4 SBS UR C More |                                                               |                                                               |                                                               |                                                               |                                                               |                                                               |                                                               |                                                               |                                                               |                                                               |                                                               |                                                               |                                                               |                                                               |                                                               |                                                               |                                                               |                                                               |                                                               |
| Kategori: Årets... | 2005                                                          | 2006                                                          | 2007                                                          | 2008                                                          | 2009                                                          | 2010                                                          | 2011                                                          | 2012                                                          | 2013                                                          | 2014                                                          | 2015                                                          | 2016                                                          | 2017                                                          | 2018                                                          | 2019                                                          | 2020                                                          | 2021                                                          | 2022                                                          |                                                               |
| Kategori: Årets... | Jurypriser                                                    | Jurypriser                                                    | Kollegiumpriser                                               | Kollegiumpriser                                               | Kollegiumpriser                                               | Kollegiumpriser                                               | Kollegiumpriser                                               | Kollegiumpriser                                               | Kollegiumpriser                                               | Kollegiumpriser                                               | Kollegiumpriser                                               | Kollegiumpriser                                               | Kollegiumpriser                                               | Kollegiumpriser                                               | Kollegiumpriser                                               | Kollegiumpriser                                               | Kollegiumpriser                                               | Kollegiumpriser                                               |                                                               |
| Underhållning | Så ska det låta                                               | Let's Dance                                                   | Melodifestivalen 2007                                         | Stjärnorna på slottet                                         | Skavlan                                                       | På spåret                                                     | Så mycket bättre                                              | Moraeus med mera                                              | Så mycket bättre                                              | Så mycket bättre                                              | Idol 2014                                                     | Eurovision Song Contest – finalen                             | Jorden runt på 6 steg                                         | Idol                                                          | Alla mot alla med Filip och Fredrik                           | Bäst i test                                                   | Masked Singer Sverige                                         | Alla mot alla med Filip och Fredrik                           |                                                               |
| Drama | Om Stig Petrés hemlighet                                      | Lasermannen                                                   | Tusenbröder                                                   | Gynekologen i Askim                                           | De halvt dolda                                                | Millennium                                                    | Våra vänners liv                                              | 30 grader i februari                                          | Torka aldrig tårar utan handskar                              | Bron                                                          | Jordskott                                                     | Bron                                                          | Bonusfamiljen                                                 | Vår tid är nu                                                 | Störst av allt, Netflix                                       | Älska mig                                                     | Tunna blå linjen                                              | DEG                                                           |                                                               |
| Humor | Parlamentet                                                   | 100 höjdare                                                   | Hey Baberiba                                                  | Mia och Klara                                                 | Mia och Klara                                                 | Solsidan                                                      | Solsidan                                                      | Partaj                                                        | Partaj                                                        | Solsidan                                                      | Partaj                                                        | Full Patte                                                    | Torpederna                                                    | Grotesco: flyktingkrisen – en musikal                         | Enkelstöten                                                   | Leif & Billy                                                  | Premiärdatum oklart                                           | Lust, HBO Max                                                 |                                                               |
| Barn | Livet enligt Rosa                                             | Hjärnkontoret                                                 | Wild Kids                                                     | Evas superkoll                                                | Häxan Surtant                                                 | Wild kids                                                     | Buskul, SVT B                                                 | Tjuvarnas jul                                                 | Snoffe, döden och jag                                         | Barna Hedenhös uppfinner julen                                | Kändisbarnvakten                                              | Familjen Rysberg                                              | Det stora experimentet                                        | Klassen                                                       | Livet i mattelandet                                           | Ture Sventon och Bermudatriangelns hemlighet                  | Djuren på Djuris                                              | LasseMajas detektivbyrå, C More/TV4                           |                                                               |
| Livsstil | Kobra                                                         | Grattis Världen                                               | Lyxfällan                                                     | Lyxfällan                                                     | Antikrundan                                                   | Arga snickaren                                                | Pluras kök                                                    | Svenska dialektmysterier                                      | Historieätarna                                                | I huvudet på Gunde Svan                                       | Husdrömmar                                                    | Vänligen Lars Lerin                                           | Mandelmanns gård                                              | Hemliga beundrare                                             | Sofias Änglar                                                 | Mandelmanns gård                                              | Tareq Taylors matresa                                         | Behandlingen                                                  |                                                               |
| Aktualitet | Uppdrag granskning                                            | Rapport                                                       | Kulturnyheterna                                               | Efterlyst                                                     | Debatt                                                        | Världens konflikter                                           | Veckans brott                                                 | Betnér Direkt                                                 | Stalkers                                                      | Breaking News med Filip och Fredrik                           | Fosterland                                                    | Absolut svensk                                                | 30 liv i veckan                                               | Barcelona terror, Expressen                                   | 36 dagar på gatan                                             | Trolljägarna                                                  | Efter fem                                                     | 30 minuter                                                    |                                                               |
| Fakta | Uppdrag granskning                                            | Josefsson                                                     |                                                               |                                                               |                                                               | Världens konflikter                                           | Veckans brott                                                 | Betnér Direkt                                                 | Stalkers                                                      | Breaking News med Filip och Fredrik                           | Fosterland                                                    | Absolut svensk                                                | 30 liv i veckan                                               | Barcelona terror, Expressen                                   | 36 dagar på gatan                                             | Trolljägarna                                                  | Fyraåringarna på äldreboendet                                 | Under kniven                                                  |                                                               |
| Kultur- och samhälle | Uppdrag granskning                                            | Svenska dialektmysterier                                      | Världens modernaste land                                      | Uppdrag granskning                                            | Kobra                                                         |                                                               |                                                               |                                                               |                                                               |                                                               |                                                               |                                                               |                                                               | Barcelona terror, Expressen                                   | 36 dagar på gatan                                             | Trolljägarna                                                  |                                                               |                                                               |                                                               |
| Sport | Peter Jihde                                                   | Liga Europa                                                   |                                                               |                                                               | OS i Peking                                                   | OS-studion                                                    | Champions League-studion                                      | Fotbolls-VM 2019                                              | Vinterstudion med VM-vintern                                  | Uefa Champions league                                         |                                                               |                                                               |                                                               |                                                               |                                                               |                                                               |                                                               |                                                               |                                                               |
| Dokumentär | Prostitution bakom slöjan                                     | Lasermannen – Dokumentären                                    | I en annan del av Köping                                      | Klass 9A                                                      | Himlen kan vänta                                              | Drottningen och jag                                           | Ångrarna                                                      | Han tror han är bäst                                          | Stenbeck – den motsägelsfulle kapitalisten                    | Searching for Sugar Man                                       | Astrid                                                        | My life my lesson                                             | Say Something                                                 | Hela Sveriges mamma                                           | Filmen om Alexander                                           | Guldfeber                                                     | Greta                                                         | Världens vackraste pojke                                      |                                                               |
| Reality | Expedition Robinson                                           | FC Z, ZTV                                                     |                                                               |                                                               |                                                               | Svenska Hollywoodfruar                                        | Rebecca & Fiona                                               | Får vi följa med                                              | Modellpojkar                                                  | Jills veranda                                                 | Parneviks                                                     | Heja Sverige                                                  | Zero Impact                                                   | Madame Deemas underbara resa                                  | Gift vid första ögonkastet                                    | Svenska Truckers                                              | Älskar, älskar inte                                           | Över Atlanten                                                 |                                                               |
| Dokusåpa | Expedition Robinson                                           |                                                               |                                                               |                                                               |                                                               | Mästarnas mästare                                             | Sveriges Mästerkock                                           | Sveriges Mästerkock                                           | Sveriges Mästerkock                                           | Paradise Hotel                                                | Hela Sverige bakar                                            | Jakten på storsäljaren                                        | Allt för Sverige                                              | Robinson                                                      | Kockarnas kamp                                                | Robinson                                                      | Elitstyrkans hemligheter                                      | Allt för Sverige                                              |                                                               |
| Granskning |                                                               |                                                               |                                                               |                                                               |                                                               | Den andra våldtäkten, ur Uppdrag granskning                   | Sanningen om Sommerlath, ur Kalla Fakta                       | Vi gav dem vår pappa, ur Dokument inifrån                     | TeliaSonera – Uzbekistanaffären, ur Uppdrag granskning        | Kvinnan bakom Thomas Quick, ur Dokument inifrån               | Slav i Sverige, ur Kalla Fakta                                | Experimenten, ur Dokument inifrån                             | Ensamma mot IS, ur Dokument inifrån                           | 200 sekunder – Stjärnadvokaten                                | Swedbank & penningtvätten ur Uppdrag granskning               | Att rädda ett barn ur Dokument inifrån                        | Estonia – Fyndet som ändrade allt                             | Ericsson och IS ur Uppdrag granskning                         |                                                               |
| Game Show |                                                               | På spåret                                                     |                                                               |                                                               |                                                               |                                                               |                                                               |                                                               |                                                               |                                                               |                                                               |                                                               |                                                               |                                                               |                                                               |                                                               |                                                               |                                                               |                                                               |
| Unga dramaserie |                                                               |                                                               |                                                               |                                                               |                                                               |                                                               |                                                               |                                                               |                                                               |                                                               |                                                               |                                                               |                                                               |                                                               |                                                               |                                                               |                                                               | Young Royals, Netflix                                         |                                                               |
| Biroll |                                                               |                                                               |                                                               |                                                               |                                                               |                                                               |                                                               |                                                               |                                                               |                                                               |                                                               |                                                               |                                                               |                                                               |                                                               |                                                               |                                                               | Samuel Fröler                                                 |                                                               |
| | Publikpriser                                                  |                                                               |                                                               |                                                               |                                                               |                                                               |                                                               |                                                               |                                                               |                                                               |                                                               |                                                               |                                                               |                                                               |                                                               |                                                               |                                                               |                                                               |                                                               |
| Kvinnliga programledare | Kattis Ahlström                                               | Peter Settman                                                 | Renée Nyberg                                                  | Anne Lundberg                                                 | Carina Berg                                                   | Anne Lundberg                                                 | Anne Lundberg                                                 | Gina Dirawi                                                   | Gina Dirawi                                                   | Jill Johnson                                                  | Carina Berg och Christine Meltzer                             | Tilde de Paula Eby                                            | Tilde de Paula Eby                                            | Sanna Nielsen                                                 | Sanna Nielsen                                                 | Renée Nyberg                                                  | Carina Bergfeldt                                              | Renée Nyberg                                                  |                                                               |
| Manliga programledare | Hasse Aro                                                     | Peter Settman                                                 | Hasse Aro                                                     | Peter Settman                                                 | Fredrik Skavlan                                               | David Hellenius                                               | Filip & Fredrik                                               | Filip & Fredrik                                               | David Hellenius                                               | David Hellenius                                               | David Hellenius                                               | Filip & Fredrik                                               | David Hellenius                                               | David Hellenius                                               | David Hellenius                                               | David Hellenius                                               | David Sundin                                                  | David Hellenius                                               |                                                               |
| Kvinnliga skådespelare |                                                               |                                                               |                                                               |                                                               |                                                               |                                                               |                                                               |                                                               |                                                               | Sofia Helin – Bron                                            | Lena Endre                                                    | Cilla Thorell - Det mest förbjudna                            | Alexandra Rapaport - Gåsmamman                                | Hedda Stiernstedt                                             | Hanna Ardéhn, Netflix                                         | Gizem Erdogan                                                 | Amy Deasismont                                                | Aliette Opheim, C More/TV4                                    |                                                               |
| Manliga skådespelare |                                                               |                                                               |                                                               |                                                               |                                                               |                                                               |                                                               |                                                               |                                                               | Henrik Dorsin – Solsidan                                      | Peter Andersson                                               | Kjell Bergqvist - Springfloden                                | Adam Pålsson - Innan vi dör                                   | Henrik Dorsin                                                 | Robert Gustafsson                                             | Amed Bozan                                                    | Alexander Abdallah, Netflix                                   | Bill Skarsgård, Netflix                                       |                                                               |
| TV-personlighet |                                                               |                                                               |                                                               |                                                               |                                                               |                                                               |                                                               |                                                               |                                                               |                                                               | Mia Parnevik                                                  | Lars Lerin                                                    | Gustav & Marie Mandelmann                                     | Bianca Ingrosso & Pernilla Wahlgren                           | Mia Skäringer                                                 | Erik Niva                                                     | Tareq Taylor                                                  | Benjamin Ingrosso                                             |                                                               |
| Program | Livräddarna                                                   | Så ska det låta                                               | I en annan del av Köping                                      | Let's Dance                                                   | På spåret                                                     | Solsidan                                                      | Mästarnas mästare                                             | Får vi följa med                                              | Så mycket bättre                                              | Jills veranda                                                 | Morran och Tobias                                             | Gympaläraren                                                  | Mandelmanns gård                                              | Wahlgrens värld                                               | Bäst i test                                                   | Spökjakt                                                      | Spökjakt                                                      | Spökjakt                                                      |                                                               |
| Sport-tv profil |                                                               |                                                               |                                                               |                                                               |                                                               | André Pops                                                    | André Pops                                                    | André Pops                                                    | André Pops                                                    | André Pops                                                    | Roberto Vacchi                                                | Johanna Ojala                                                 | André Pops                                                    |                                                               |                                                               |                                                               |                                                               |                                                               |                                                               |
| | Stiftelsepriser                                               |                                                               |                                                               |                                                               |                                                               |                                                               |                                                               |                                                               |                                                               |                                                               |                                                               |                                                               |                                                               |                                                               |                                                               |                                                               |                                                               |                                                               |                                                               |
| Hederspris | Åke Ortmark, TV8                                              | Magnus Härenstam                                              | Karin Falck                                                   | Arne Hegerfors                                                | Robert Aschberg                                               | Stina Lundberg Dabrowski                                      | Tom Alandh                                                    | Ingvar Oldsberg                                               | Arne Weise                                                    | Gunilla Nilars                                                | Bo Holmström                                                  | Annie Wegelius                                                | Leif G.W. Persson                                             | Ann-Britt Ryd Pettersson                                      | Sven Melander                                                 | Adam Alsing                                                   | Malou von Sivers                                              | Lasse Åberg                                                   |                                                               |
| Förnyare/nyskapare | Evin Rubar                                                    | Filip & Fredrik                                               |                                                               |                                                               |                                                               |                                                               |                                                               |                                                               |                                                               |                                                               |                                                               |                                                               |                                                               | Magda Gad Krigsdagböcker, Expressen                           | Den stora älgvandringen                                       | Live Date                                                     | Tydligare tal                                                 |                                                               |                                                               |
| Juryns specialpris |                                                               |                                                               |                                                               |                                                               |                                                               |                                                               |                                                               |                                                               |                                                               |                                                               |                                                               |                                                               | Random Making Movies                                          | Babblarna                                                     | Primetime                                                     | Sofia Åhman                                                   |                                                               |                                                               |                                                               |

## Styrelsen
Styrelsen för "Det svenska tevepriset" består 2022 av följande:
- Anders Knave, Film- och TV-producenterna, ordförande
- Eva Beckman, SVT
- Markus Sterky, SVT
- Camilla Rydbacken, NENT
- Joakim Franke, NENT
- Fredrik Arefalk, TV4
- Cathrine Wiernik, TV4
- Lena Strandner, Kanal 5
- Axel Eriksson, Kanal 5
- Matilda Snöwall, Film- och TV-producenterna
- Peter Nyrén, Operativ chef Kristallen